# Рафраф
Рафраф (араб. رفراف) — місто в Тунісі. Входить до складу вілаєту Бізерта. Станом на 2004 рік тут проживало 9 839 осіб.